# Pervye radosti
Pervye radosti (Первые радости) è un film del 1956 diretto da Vladimir Pavlovič Basov.